# Ruby (actriță porno)
Ruby (n.  21 aprilie 1972, Akron, Ohio, SUA) este o fostă actriță pornografică americană. Ea a devenit în 2008 membră în AVN Hall of Fame.